# Старомесьце
Старомесьце (пол. Staromieście) — село в Польщі, у гміні Лелюв Ченстоховського повіту Сілезького воєводства.
Населення — 281 особа (2011).
У 1975-1998 роках село належало до Ченстоховського воєводства.

## Демографія
Демографічна структура станом на 31 березня 2011 року:
|          | Загалом | Допрацездатний вік | Працездатний вік | Постпрацездатний вік |
| -------- | ------- | ------------------ | ---------------- | -------------------- |
| Чоловіки | 145     | 37                 | 85               | 23                   |
| Жінки    | 136     | 31                 | 75               | 30                   |
| Разом    | 281     | 68                 | 160              | 53                   |